# Doddabemmathi, Arkalgud
Doddabemmathi là một làng thuộc tehsil Arkalgud, huyện Hassan, bang Karnataka, Ấn Độ.